# Menophra torridaria
Menophra torridaria är en fjärilsart som beskrevs av Moore 1888. Menophra torridaria ingår i släktet Menophra och familjen mätare. Inga underarter finns listade i Catalogue of Life.